# HMY Britannia (1953)
HMY Britannia è stato il panfilo della famiglia reale britannica. Si è trattato dell'83ª nave avente questa funzione dalla restaurazione di Carlo II d'Inghilterra (1660), ed il secondo a portare questo nome (il primo HMY Britannia fu un cutter costruito per il principe di Galles nel 1893). La nave è ormeggiata in modo permanente all'Ocean Terminal di Leith, Edimburgo.
Nel corso della sua vita operativa, percorse 1.087.623 miglia nautiche, pari a 2.014.278 chilometri. Oggi fa parte della National Historic Fleet ed è conservato come nave museo presso l'Ocean Terminal a Leith, Edimburgo.

## Storia
La nave fu varata il 16 aprile 1953, ed entrò in servizio l'11 gennaio 1954. Dal punto di vista tecnico, era caratterizzata dalla presenza di tre alberi (alti 41 metri l'albero di trinchetto, 42 quello di maestra e 36 quello di mezzana). Gli ultimi 6 metri dei due alberi più alti erano incernierati, in modo da permettere il passaggio sotto i ponti. Il Britannia fu progettato per essere facilmente convertito in tempo di guerra in nave ospedale.

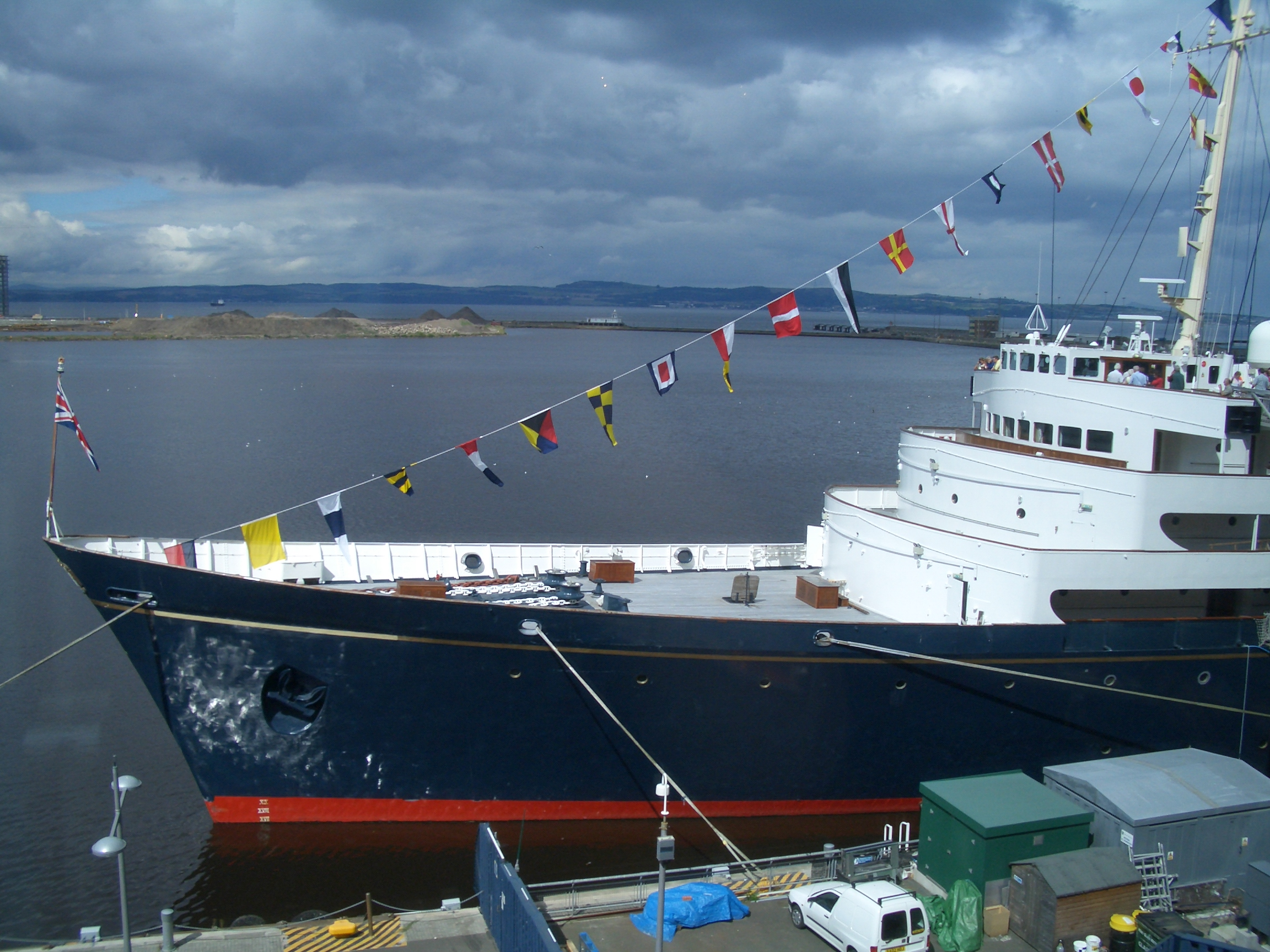
Il Britannia al molo con il pavese e il guidone di vice ammiraglio sull'albero di trinchetto

Il Britannia, durante la sua vita operativa, è stato ampiamente utilizzato per il trasporto non solo dei membri della famiglia reale, ma anche di importanti personalità straniere. Il panfilo reale fu utilizzato anche da Carlo e Diana per il loro viaggio di nozze, nel 1981. Inoltre, il Britannia venne usato anche nel 1986 in occasione della guerra civile ad Aden, per l'evacuazione di circa 1.000 rifugiati.
Nel 1997, il governo conservatore di John Major promise di costruire un successore al Britannia se fosse stato rieletto. Tuttavia, questo non avvenne: il 1º maggio 1997, la vittoria alle elezioni arrise al Partito Laburista. Questo decise di ritirare dal servizio la nave, che non sarebbe stata sostituita: tale scelta fu dettata da ragioni di ordine economico.
La sua ultima missione fu quella di portare via dalla città di Hong Kong l'ultimo governatore della stessa, Chris Patten, ed il principe di Galles, dopo che l'ormai ex colonia fu restituita alla Cina il 1º luglio 1997. Il Britannia fu radiato l'11 dicembre dello stesso anno, dopo 43 anni di servizio.

## Convegno sulle privatizzazioni in Italia e teorie del complotto
Il 2 giugno 1992, a bordo della nave si tenne un convegno sulle privatizzazioni in Italia, a cui presero parte importanti manager ed economisti. Questo evento ha dato luogo a una delle più diffuse teorie del complotto che ritiene che quell'incontro abbia promosso la svendita delle imprese pubbliche italiane e dato avvio alla caduta della Prima Repubblica italiana.
L'incontro avvenne in acque italiane. La nave attraccò al porto di Civitavecchia facendo poi rotta lungo la costa dell'Argentario. Alla riunione parteciparono, oltre ad alcuni banchieri del Regno Unito, anche un gruppo di manager ed economisti italiani: Herman van der Wyck, presidente Banca Warburg; Lorenzo Pallesi, presidente INA Assitalia; Jeremy Seddon, direttore esecutivo Barclays de Zoete Wedd; Innocenzo Cipolletta, direttore generale di Confindustria; Giovanni Bazoli, presidente Banca Antonveneta; Gabriele Cagliari, presidente Eni; Luigi Spaventa. Fece anche un breve saluto scendendo prima che la nave salpasse il direttore generale del Ministero del tesoro Mario Draghi. L'Unità ed il Fatto Quotidiano ricostruirono un suo discorso sull'inevitabilità delle privatizzazioni in Italia.